# Miura Yuya
Yuya Miura (sinh ngày 2 tháng 4 năm 1989) là một cầu thủ bóng đá người Nhật Bản.

## Sự nghiệp câu lạc bộ
Yuya Miura đã từng chơi cho Kashiwa Reysol, Matsumoto Yamaga FC, Shimizu S-Pulse và V-Varen Nagasaki.